# Грифцов, Борис Александрович
Борис Александрович Грифцов (1885—1950) — российский и советский искусствовед, литературовед и переводчик.

## Биография
Родился в Москве, в семье чиновника, надворного советника, личного дворянина.  Окончил 7-ю московскую гимназию, историко-филологический факультет Императорского Московского университета (1909) с дипломом 1-й степени. Учился в Германии и Франции. В Италии изучал культуру и искусство страны (1910-1914). 
Участник 1 Мировой войны (1916-1917), служил штабным переводчиком (подпоручик).
Читал лекции по литературе на Пречистенских курсах для рабочих (1907-1910), в университете им. Шенявского (1907-1920).
Начал публиковаться в 1906 году в общественно-политических и литературных периодических изданиях. В 1911 году издал сочинение о трёх выдающихся русских философах — Василии Розанове, Дмитрии Мережковском и Льве Шестове — «Три мыслителя». В 1923 году опубликовал монографию «Искусство Греции», в 1927 — фундаментальное исследование «Теория романа», охватывающее многовековую историю жанра от Античности до начала XX века. Также в 1923—1924 написал монографию «Психология писателя», опубликованную лишь в 1988 году. Основные литературоведческие работы советского времени посвящены Бальзаку. 
Профессор МГПИ, Тверского государственного университета. Участвовал в создании Московского института новых языков (МИНЯ), ныне МГЛУ. Профессор, заведующий кафедрой теории перевода МИНЯ (1930-1933), профессор МГПИИЯ по кафедре истории литературы (1943-1944). В 1939 г. награждён «Знаком Почёта».
Основной составитель первого в России большого (около 60 000 слов) русско-итальянского словаря, изданного в 1934 году. Автор монографии «Как работал Бальзак», изданной в 1958 году. Грифцов переводил Вазари, Бальзака, Флобера, Пруста. Автор художественных произведений, в частности, повести «Бесполезные воспоминания» (1915, отдельное издание — 1923), отчасти автобиографической.
Скончался 21 декабря 1950 года, похоронен в Москве на Новодевичьем кладбище (4 уч. 42 ряд).